# Donald Kerslake
Pas d'image ? Cliquez ici

b Matchs officiels uniquement.
Dernière mise à jour le 22 août 2018.
Pour les articles homonymes, voir Kerslake.
Donald Aukusitino Kerslake, né le 6 août 1980 à Christchurch (Nouvelle-Zélande), est un joueur de rugby à XV samoan. Il évolue avec l'équipe de Samoa au poste de pilier (1,78 m pour 118 kg).

## Carrière
Il évolue avec le club de Vaiala aux Samoa.
En 2007, il est retenu pour participer à la coupe du monde 2007, mais doit déclarer forfait avant la compétition en raison d'une blessure aux côtes.

## Statistiques en équipe nationale
- 9 sélections en équipe des Samoa
- 0 point marqué